# Шеши
Маибре Шеши (такође Шеши или Шеша) је био владар области Египта током Другог прелазног периода. Династија, хронолошки положај, трајање и обим његове владавине су несигурни и предмет су текуће расправе. Тешкоћа идентификације огледа се у проблемима у одређивању догађаја од краја Средњег краљевства до доласка Хикса у Египат. Без обзира на то, Шеши је, у смислу броја артефаката који му се приписују, најбоље потврђени краљ периода који обухвата крај Средњег краљевства и Други средњи период; отприлике од в. 1800. п. н. е. до 1550. п. н. е. Стотине скарабоидних печата који носе његово име пронађено је широм Ханана, Египта, Нубије, па чак и до Картагине, где су неки још увек били у употреби 1500 година након његове смрти.
Изнете су три конкурентске хипотезе за династију којој је Шеши припадао. Прва хипотеза коју подржавају египтолози као што су Николас Гримал, Вилиам С. Хејз и Доналд Б. Редфорд верује да би га требало идентификовати са Салитисом, оснивачем 15. династије према историјским изворима и краљем Хикса током њихове инвазије на Египат. Салитису се приписује 19 година владавине и живео би негде између 1720. п. н. е. и 1650. п. н. е. Друга хипотеза коју подржавају египтолог Вилијам Ејрес Ворд и археолог Дафна Бен-Тор сугерише да је Шеши био краљ Хикса и да припада другој половини 15. египатске династије, која је владала између Хајана и Апофиса . Алтернативно, Манфред Биетак је предложио да је Шеши био вазал Хикса, који је владао неким делом Египта или Ханана. О самом постојању таквих вазала се расправља до дан данас. Последња хипотеза каже да би Шеши могао бити владар ране 14. династије, лозе краљева хананског порекла која је владала источном делтом Нила непосредно пре доласка Хикса у Египат. Заговорници ове теорије, као што су Ким Рајхолт и Дарел Бејкер, приписују Шешију 40 година владавине почевши од ца. 1745. п. н. е.
Рајхолт је предложио да је Шеши удружио своје краљевство са Кушитима у Нубији путем династичког брака са нубијском принцезом Тати. Рајхолт даље тврди да је син Шешија и Татија био Нехеси, чије име значи „Нубијац“, за кога верује да је наследио Шешија на престолу као фараон Нехеси Асехре.